# 互联网交换中心
互联网交换点（Internet exchange points，简称IXes或IXPs，或称互联网交换中心）是互联网的物理基础设施之一，允许参与的互联网服务提供商（ISP）的自治系统网络交换发往各自网络的数据。 这些交换点通常位于预先与多个不同网络（数据中心）连接的地方，并运营着物理互联基础设施（交换机）以连接其参与者。大多数交换点是由独立于参与者的非营利组织运营。互联网交换点是公共对等互连的一种实现，其主要替代是私有对等互连，也就是某两个ISP自行互联。
互联网交换点减少了ISP必须通过上游转接（Transit）提供商传输的流量，从而降低了他们服务的传输成本。它还可以增加网络可用路径的数量，从而提高路由效率（允许路由器选择更短的路径）和容错能力。互联网交换点表现出网络外部性的经济学特征。

## 历史

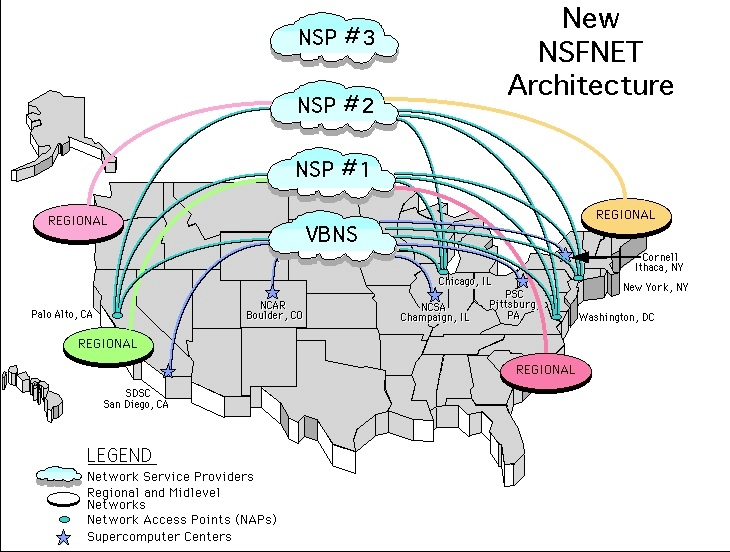
大约1995年时的NSFNet网络设施

互联网交换点最初被称为网络接入点（Network Access Point，NAP），是阿尔·戈尔的国家信息基础设施计划（NII）的关键组成部分。该计划定义了从由美国政府资助且禁止商业网络流量运作的国家科学基金会网络（NSFNET）过渡为现在的商业性互联网。其中四个网络接入点被定义为过渡数据通信设施，允许网络服务商（NSP）在其中交换网络流量，以取代原来公开资助的NSFNET互联网骨干网。国家科学基金会签订了支持四个网络接入点运作的合同，其中一个是华盛顿特区现有的由城域光纤系统（MFS）提供的“城域区域交换东区”（MAE-East），另外三个是Sprint、Ameritech（现AT&T）、太平洋贝尔分别在纽约、芝加哥、舊金山灣區利用新技术和新设备建设的新设施。作为一种过渡战略，它们有效地为互联网，从最初作为政府自主的学术实验性网络，转变为多个私营企业和竞争对手合作组建成网中之网，将互联网流量从互联网交换点上的提供点传输到用户所在点的消费点。
这个转变尤其及时，紧随着ANS CO+RE风波之后， 这场风波扰乱了新兴行业，导致美国国会对此进行听证，批准了一项允许国家科学基金会推广和使用承载商业流量的网络，促使基金会检察长对NSFNET的管理进行审查（尽管未发现严重问题），这使得商业网络运营商意识到他们需要能够独立于第三方或在中立的网络交换点进行通信。
当时由电信运营商建设的三个NAP设施在联邦补贴到期后不久就销声匿迹，但MAE-East还是持续运营了十五年，在美国西海岸与其类似的城域区域交换西区（MAE-West）则持续运营了二十多年。

## 功能
互联网交换点的主要目的是允许网络之间通过交互设备直连互通，而不需要通过一个或多个第三方网络。
直连互通的主要优点在于成本、延迟和带宽优势。在成本方面，通过交换设备的流量通常不会计算任何一方的收费，而流向上游ISP的流量则需要付费。一般情况，这些直连互通通常两个网络在同一个城市内进行，避免需要将从一个网络传送到另一个网络的数据流量需要传输过其他城市，甚至其他大陆，从而减少了延迟。速度优势在长距离连接不发达的地区最为明显。连接质量较差地区的ISP可能需要比北美、欧洲、日本的ISP多支付10到100倍的数据传输费用。因此，这些ISP比其他地区的互联网连接速度带宽更有限和更慢。然而，通过本地互联网交换点连接可以允许他们与限制无限制、无成本低在本地传输数据，从而极大地提高此类相邻ISP的客户之间的网络带宽和速度。
互联网交换点是多个网络互联的公共场所。公共对等互连就是在此类场所中，而私有对等互连则是通过两个网络的直连线路。

## 操作方式

### 技术层面
互联网交换点设施内由数量不少的交换机组成，用于给ISP等网络连接其中。在交换机出现之前，会通过光纤中继器间链接（FOIRL）集线器或者光纤分布式数据接口环（FDDI）相互链接，直到1993至1994年后才迁移到基于光纤分布式数据接口或者以太网的交换机。1990年后期，异步传输模式交换机在一些IXP上短暂使用过。位于斯德哥尔摩的Netnod曾经使用SRP/DPT（一种思科开发的网络协议）来处理网络流量，但基于以太网更为主流。
互联网交换点设施提供各种速度的以太网端口，在一些小型发展中国家的互联网交换点存在百兆以太网端口，而一些发达国家的大型互联网交换点则主要是10G以太网端口，像阿姆斯特丹的AMS-IX和法兰克福的DE-CIX则存在100G以太网端口。

### 业务层面
互联网交换点的主要的业务和运营模式包括：
- 非营利协会（通常是参与设施的ISP组成）
- 运营商中立的营利性公司（通常是托管这些交换点的数据中心的运营商组成）
- 大学
- 政府机构（通常是国家范围内的通信部门或监管机构，或地方范围内的市政府）
- 非法人的非正式网络联盟（由开放式多方合同定义，没有独立的法律存在）

网络之间流量交换的技术和业务物流受双边或多边对等协议管辖。 根据此类协议，流量交换无需支付费用。当交换点设施产生运营成本时，通常由所有参与者分摊。
在更昂贵的交换点设施，参与者需要支付年费或者月费，通常是针对其使用的端口速率或者数量，基于流量收费通常不常见，因为这会限制交换点的发展。部分设施会收取设备费，以抵消新参与者所需的交换机端口和任何接口适配器的成本。

### 流量交换
互联网交换点上两个参与者之间通过边界网关协议（BGP）配置相互的路由信息来控制相互的互联网流量交换。通过宣告对等互联关系（Peering），选择将流量路由到他们自己的地址，或者他们连接的其他ISP地址，对等互联关系的另一方也可以使用路由过滤，来选择地接受这些路由信息从而相应控制接收路由到的流量，或者忽略这些路由信息并使用其他路由信息来转发这些流量。例如一个企业网络需要访问公共云网络来获得数据，正常情况下需要经过公共互联网的网络转接访问，但如果在IXP等位置建立直接对等互联，该企业网络就可以与公共云网络直接相连访问，而不需要绕经公共互联网等第三方网络。

一种通过第一层（物理层）或者第二层（数据链路层）方式实现互联的互联网交换中心
一种通过第三层（网络层）方式实现互联的互联网交换中心

## 实例

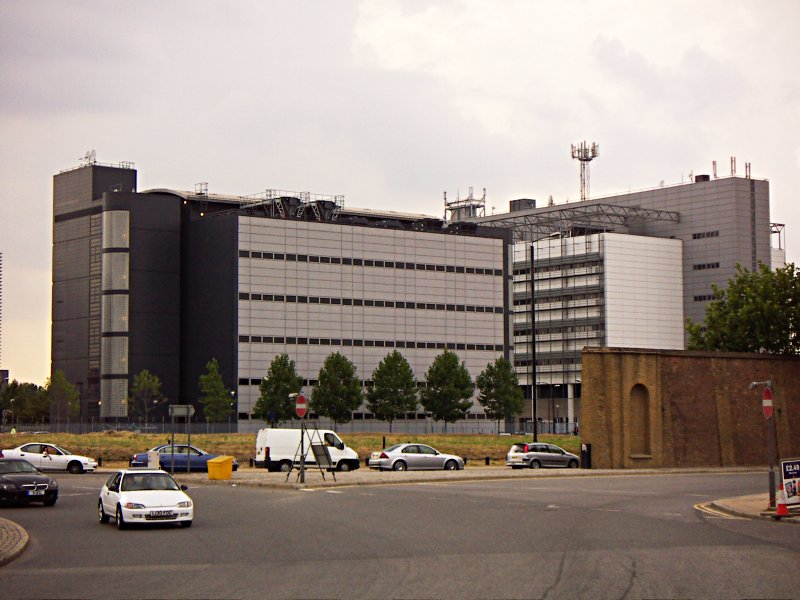
伦敦互联网交换中心最初的设施位置：Telehouse在倫敦碼頭區的数据中心

### 中国大陆
2000年左右，工信部在上海、北京、广州三地先行设立骨干直连点和互联网交换中心（NAP）。
从2019年起，该部门又开始启动新型互联网交换中心（IXP）试点。
2019年10月16日，工业和信息化部批复同意在杭州开展国家级新型互联网交换中心试点。同年10月19日的乌镇互联网大会上，国家（杭州）新型互联网交换中心揭牌。2020年6月，国家（杭州）新型互联网交换中心的运营主体——浙江省新型互联网交换中心有限责任公司正式成立。6月30日，国家（杭州）新型互联网交换中心正式启用。
2020年12月11日，工信部复函深圳市人民政府，同意在深圳前海开展新型互联网交换中心试点。2021年4月14日，国家（深圳·前海）新型互联网交换中心揭牌。同年6月30日，国家（深圳·前海）新型互联网交换中心如期举行交换平台上线试运行仪式。同年8月30日，国家（深圳·前海）新型互联网交换中心完成首批接入客户签约仪式。
2020年12月11日，国家工业和信息化部批复，在宁夏中卫试点建设国家级新型互联网交换中心，是工信部首批四个新型互联网交换中心试点之一。2021年6月29日，国家(中卫)新型互联网交换中心暨宁夏中卫市新型互联网交换中心有限责任公司正式起航。
2021年8月，《国家（上海）新型互联网交换中心试点工作的请示》正式获得工信部批复。同年12月20日，国家（上海）新型互联网交换中心在中国（上海）自由贸易试验区临港新片区揭牌并正式启动运营。

### 香港
- 香港國際互聯網交換中心

### 台湾
- 台灣網際網路交換中心
- 台北網際網路交換中心
- 亞太網際網路交換中心

### 新加坡
- 新加坡互联网交换中心